# جوش موريس (لاعب دوري الرغبي)
جوش موريس (بالإنجليزية: Josh Morris)‏ هو لاعب دوري الرغبي أسترالي، ولد في 23 أغسطس 1986 في Kiama, New South Wales ‏ في أستراليا.

## روابط خارجية
- جوش موريس على موقع ItsRugby.co.uk (الإنجليزية)